# Heizkraftwerk Nord (Mannheim)
Das Heizkraftwerk Nord, auch Müllheizkraftwerk Mannheim (MHKW Mannheim) ist eine thermische Abfallverwertungsanlage auf der Friesenheimer Insel im Norden Mannheims. 
Der Betreiber ist die MVV Umwelt Asset GmbH, eine hundertprozentige Tochter der MVV Umwelt GmbH und damit der MVV Energie AG. In Dienst sind drei Müllkessel mit Rauchgasreinigungsanlagen.

## Geschichte
Das Kraftwerk wurde 1964 in Betrieb genommen, die Rauchgasreinigungsanlage 1986 bzw. 1997. Diese sind bisher mehrmals nachgerüstet worden, um die strengen Vorgaben des 17. BimschV immer einhalten zu können. 2009 kam der neue Kessel 6 hinzu. Die alten Müllkessel 1–3 wurden abgerissen, die Gaskessel 1–3 stillgelegt. 

## Kennzahlen
Im Kraftwerk werden pro Jahr 700.000 t Restmüll verbrannt, überwiegend Hausmüll, aber auch Müll aus Industriebetrieben, sogenannter Gewerbemüll. 20 Industriekunden im Norden Mannheims werden durch das Kraftwerk mit Prozessdampf in verschiedenen Druckstufen und Temperaturen beliefert. Ende 2019 soll das  Heizkraftwerk Nord an das Fernwärmenetz der MVV angeschlossen und ca. 25 % der Mannheimer Fernwärme CO2-frei erzeugt werden. Die BASF auf der Mannheimer Seite ist ebenfalls in der Lage, Prozessdampf mit 25 bar Druck und 250 °C Temperatur zu beziehen.
Außerdem hat das Kraftwerk eine dreilinige Wasseraufbereitungsanlage, in der Brunnenwasser vollständig entsalzt wird. Der alte Müllbunker hat ein Nettovolumen von 12.000 m3 und der neue Teil am Müllkessel 6 ein Nettovolumen von 20.000 Kubikmetern. Die Müllkessel wurden in den Jahren 1964 (2 Stück), 1997, 2003 und 2009 gebaut.
Das Kraftwerk hat zwei Kamine mit 146 m und 196 m Höhe. Der Netzanschluss erfolgt auf der 20-kV-Mittelspannungsebene und der 110-kV-Hochspannungsebene in das Stromnetz des Verteilnetzbetreibers MVV Netze.